# بيتر إيدي
بيتر إيدي (بالنرويجية البوكمول: Petter Eide)‏ هو سياسي نرويجي، ولد في 15 أغسطس 1959. حزبياً، نشط في الحزب الاشتراكي اليساري. وقد انتخب عضو برلمان النرويج ‏ عن دائرة أوسلو ‏ وقد انضم خلال فترته النيابية ‏ (5 أكتوبر 2017 – 2021)  للكتلة البرلمانية الحزب الاشتراكي اليساري.